# Crematogaster arthurimuelleri
Crematogaster arthurimuelleri es una especie de hormiga acróbata perteneciente a la tribu Crematogastrini, de la subfamilia Myrmicinae, orden Hymenoptera.

## Taxonomía
Se atribuye su descripción al entomólogo de origen suizo Auguste Forel, quien la citó por primera vez en 1894. La especie aparece registrada en la sección Abessinische und andere afrikanische Ameisen de Mitteilungen Der Schweizerischen Entomologischen Gesellschaft, 9, 64–100, publicada por Forel, A. en 1894.

## Distribución y hábitat
Se distribuye por África, en Mozambique. Habita en bosques tropicales secos y húmedos, también en la sabana boscosa. Se ha encontrado a elevaciones de 35-40 m s. n. m.